# ATP Challenger Series 1993
In der folgenden Tabelle werden die Turniere der professionellen Herrentennis-Saison 1993 der ATP Challenger Series dargestellt. Sie bestand aus 97 Turnieren mit einem Preisgeld von 25.000 bis 100.000 US-Dollar. Es war die 16. Ausgabe des Challenger-Turnierzyklus.

## Turnierplan

### Januar
| Datum1 | Ort        | Turnier                   | Preisgeld | Belag2      | Sieger Einzel        | Sieger Doppel               |
| ------ | ---------- | ------------------------- | --------- | ----------- | -------------------- | --------------------------- |
| 04.01. | Wellington | BP National Championships | $ 050.000 | Hartplatz   | Byron Black          | Paul Annacone Byron Black   |
| 18.01. | Teneriffa  | Tenerife Challenger       | $ 025.000 | Hartplatz   | José Francisco Altur | Ģirts Dzelde Andrei Merinow |
| 25.01. | Heilbronn  | Heilbronn Open            | $ 100.000 | Teppich (i) | David Prinosil       | Jan Apell Jonas Björkman    |
| 25.01. | Bangalore  | Bangalore Challenger      | $ 025.000 | Sand        | Andrea Gaudenzi      | Donald Johnson Leander Paes |

### Februar
| Datum1 | Ort            | Turnier                   | Preisgeld | Belag2        | Sieger Einzel       | Sieger Doppel                          |
| ------ | -------------- | ------------------------- | --------- | ------------- | ------------------- | -------------------------------------- |
| 01.02. | Lippstadt      | Lippstadt Challenger      | $ 025.000 | Teppich (i)   | Alexander Mronz     | Filip Dewulf Martin Laurendeau         |
| 01.02. | Punta del Este | Punta del Este Challenger | $ 025.000 | Sand          | Javier Frana        | Jean-Philippe Fleurian Mark Koevermans |
| 08.02. | Vancouver      | Vancouver Challenger      | $ 050.000 | Hartplatz (i) | Kenny Thorne        | Ellis Ferreira Richard Schmidt         |
| 08.02. | Mar del Plata  | Mar del Plata Challenger  | $ 025.000 | Sand          | Alberto Berasategui | Jean-Philippe Fleurian Mark Koevermans |
| 08.02. | Wolfsburg      | Volkswagen Challenger     | $ 025.000 | Sand          | Cristiano Caratti   | Donald Johnson Leander Paes            |
| 15.02. | Rennes         | Rennes Challenger         | $ 100.000 | Teppich (i)   | Stéphane Simian     | Jan Apell Jonas Björkman               |
| 15.02. | Emden          | Emden Challenger          | $ 025.000 | Teppich (i)   | Tomas Nydahl        | Martin Laurendeau Michael Mortensen    |
| 15.02. | Rancho Mirage  | Rancho Mirage Challenger  | $ 025.000 | Hartplatz     | Robbie Weiss        | Todd Nelson Tobias Svantesson          |
| 22.02. | Indian Wells   | Indian Wells Challenger   | $ 050.000 | Hartplatz     | Jason Stoltenberg   | Patrick Rafter Jason Stoltenberg       |
| 22.02. | Viña del Mar   | Viña del Mar Challenger   | $ 025.000 | Sand          | Marcelo Ingaramo    | Marcelo Rebolledo Martín Rodríguez     |

### März
| Datum1 | Ort                    | Turnier                           | Preisgeld | Belag2        | Sieger Einzel     | Sieger Doppel                     |
| ------ | ---------------------- | --------------------------------- | --------- | ------------- | ----------------- | --------------------------------- |
| 01.03. | Garmisch-Partenkirchen | Garmisch-Partenkirchen Challenger | $ 025.000 | Teppich (i)   | Martin Laurendeau | Mike Bauer Alexander Mronz        |
| 15.03. | Bergamo                | Bergamo Challenger                | $ 050.000 | Hartplatz (i) | Jonas Björkman    | Cristian Brandi Cristiano Caratti |
| 22.03. | Agadir                 | Agadir Challenger                 | $ 075.000 | Sand          | Markus Naewie     | Menno Oosting Goran Prpić         |
| 29.03. | Acapulco               | Acapulco Challenger               | $ 100.000 | Sand          | Horst Skoff       | Ellis Ferreira Richard Schmidt    |

### April
| Datum1 | Ort               | Turnier                    | Preisgeld | Belag2    | Sieger Einzel          | Sieger Doppel                     |
| ------ | ----------------- | -------------------------- | --------- | --------- | ---------------------- | --------------------------------- |
| 05.04. | San Luis Potosí   | San Luis Potosí Challenger | $ 100.000 | Sand      | Horst Skoff            | Javier Frana Leonardo Lavalle     |
| 05.04. | Parioli           | Parioli Challenger         | $ 050.000 | Sand      | Vincenzo Santopadre    | Cristian Brandi Federico Mordegan |
| 12.04. | Barcelona         | Barcelona Challenger       | $ 050.000 | Sand      | Jonas Svensson         | Jordi Burillo Sergio Casal        |
| 12.04. | Santiago de Chile | Santiago Challenger        | $ 025.000 | Sand      | nicht beendet          | nicht beendet                     |
| 19.04. | Birmingham        | Birmingham Challenger      | $ 075.000 | Sand      | Mikael Pernfors        | Bryan Shelton Todd Witsken        |
| 19.04. | Nagoya            | Nagoya Challenger          | $ 050.000 | Hartplatz | Jonas Björkman         | Jonas Björkman Donald Johnson     |
| 19.04. | São Paulo         | São Paulo Challenger I     | $ 050.000 | Sand      | Fernando Meligeni      | Mark Knowles Richard Schmidt      |
| 19.04. | Riemerling        | Riemerling Challenger      | $ 025.000 | Sand (i)  | Emilio Benfele Álvarez | Maurice Ruah Mario Tabares        |
| 26.04. | Taipeh            | Taipei Challenger          | $ 100.000 | Hartplatz | Jason Stoltenberg      | Tommy Ho Patrick Rafter           |
| 26.04. | Rom               | Rome Challenger            | $ 050.000 | Sand      | Thierry Guardiola      | David Nainkin Grant Stafford      |

### Mai
| Datum1 | Ort          | Turnier                     | Preisgeld | Belag2    | Sieger Einzel    | Sieger Doppel                         |
| ------ | ------------ | --------------------------- | --------- | --------- | ---------------- | ------------------------------------- |
| 03.05. | Ljubljana    | Ljubljana Challenger        | $ 100.000 | Sand      | Daniel Orsanic   | Branislav Stankovič Richard Vogel     |
| 03.05. | Jerusalem    | Jerusalem Challenger        | $ 050.000 | Hartplatz | Gilad Bloom      | Gilad Bloom Christian Saceanu         |
| 03.05. | Kuala Lumpur | Kuala Lumpur Challenger I   | $ 050.000 | Hartplatz | Gianluca Pozzi   | Joshua Eagle Andrew Florent           |
| 10.05. | Dresden      | Ostdeutscher Sparkassen Cup | $ 050.000 | Sand      | David Rikl       | Hendrik Jan Davids Jewgeni Kafelnikow |
| 17.05. | Bruck        | Bruck Challenger            | $ 025.000 | Sand      | Dmytro Poljakow  | Nils Holm Lars-Anders Wahlgren        |
| 24.05. | Bochum       | Bochum Challenger           | $ 025.000 | Sand      | Hernán Gumy      | Mårten Renström Joost Winnink         |
| 31.05. | Turin        | Turin Challenger            | $ 100.000 | Sand      | Richard Fromberg | Andrew Kratzmann Mårten Renström      |
| 31.05. | Fürth        | Quelle Cup                  | $ 050.000 | Sand      | Mikael Pernfors  | Nils Holm Lars-Anders Wahlgren        |

### Juni
| Datum1 | Ort     | Turnier             | Preisgeld | Belag2   | Sieger Einzel     | Sieger Doppel                    |
| ------ | ------- | ------------------- | --------- | -------- | ----------------- | -------------------------------- |
| 14.06. | Košice  | Košice Challenger   | $ 025.000 | Sand     | David Rikl        | Branislav Stankovič Marián Vajda |
| 28.06. | Porto   | Oporto Challenger I | $ 025.000 | Sand (i) | Younes El Aynaoui | Menno Oosting Daniel Vacek       |
| 28.06. | Sevilla | Seville Challenger  | $ 025.000 | Sand     | Dirk Dier         | Emilio Benfele Álvarez Pepe Imaz |

### Juli
| Datum1 | Ort            | Turnier                   | Preisgeld | Belag2    | Sieger Einzel          | Sieger Doppel                     |
| ------ | -------------- | ------------------------- | --------- | --------- | ---------------------- | --------------------------------- |
| 05.07. | Bristol        | Bristol Challenger        | $ 050.000 | Rasen     | Chris Bailey           | nicht beendet                     |
| 05.07. | Eisenach       | Wartburg Open             | $ 025.000 | Sand      | Andrei Merinow         | Christer Allgårdh Dmytro Poljakow |
| 12.07. | Aptos          | Aptos Challenger          | $ 050.000 | Hartplatz | Patrick Rafter         | Gilad Bloom Christian Saceanu     |
| 12.07. | Ulm            | Müller Cup                | $ 050.000 | Sand      | David Prinosil         | David Prinosil Richard Vogel      |
| 12.07. | Newcastle      | Newcastle Challenger      | $ 050.000 | Hartplatz | Javier Sánchez         | Jonas Björkman Peter Nyborg       |
| 12.07. | Tampere        | Tampere Challenger        | $ 050.000 | Sand      | Christian Ruud         | David Engel Nicklas Utgren        |
| 12.07. | Campinas       | Campinas Challenger       | $ 025.000 | Sand      | Fernando Meligeni      | Gastón Etlis Óscar Ortiz          |
| 12.07. | Ostende        | Ostend Challenger         | $ 025.000 | Sand      | Jean-Philippe Fleurian | Stephen Noteboom Jack Waite       |
| 19.07. | Montebello     | Montebello Challenger     | $ 050.000 | Hartplatz | Cristiano Caratti      | David Di Lucia Doug Flach         |
| 19.07. | Scheveningen   | Scheveningen Challenger   | $ 050.000 | Sand      | Simon Youl             | Nils Holm Lars-Anders Wahlgren    |
| 19.07. | Belo Horizonte | Belo Horizonte Challenger | $ 025.000 | Hartplatz | Martin Blackman        | Ricardo Acioly Nicolás Pereira    |
| 19.07. | Montauban      | Montauban Challenger      | $ 025.000 | Sand      | Christian Ruud         | Saša Hiršzon Christian Ruud       |
| 19.07. | Oberstaufen    | Oberstaufen Cup           | $ 025.000 | Sand      | Milen Welew            | Sláva Doseděl Radomír Vašek       |
| 26.07. | Posen          | Poznań Challenger         | $ 050.000 | Sand      | Andrea Gaudenzi        | Michiel Schapers Daniel Vacek     |
| 26.07. | Winnetka       | Winnetka Challenger       | $ 050.000 | Hartplatz | Kevin Ullyett          | Wayne Arthurs Mark Petchey        |

### August
| Datum1 | Ort        | Turnier               | Preisgeld | Belag2    | Sieger Einzel          | Sieger Doppel                      |
| ------ | ---------- | --------------------- | --------- | --------- | ---------------------- | ---------------------------------- |
| 02.08. | Istanbul   | Istanbul Challenger   | $ 100.000 | Hartplatz | Alex Antonitsch        | Roger Smith Jean-Philippe Fleurian |
| 02.08. | Cincinnati | Cincinnati Challenger | $ 050.000 | Hartplatz | Doug Flach             | Johan de Beer Kevin Ullyett        |
| 09.08. | Segovia    | Open Castilla y León  | $ 100.000 | Hartplatz | Alex Antonitsch        | Juan Ignacio Carrasco Mark Petchey |
| 09.08. | Lüttich    | Liège Challenger      | $ 025.000 | Sand      | Gilbert Schaller       | Brendan Curry Kirk Haygarth        |
| 16.08. | Graz       | Graz Challenger       | $ 100.000 | Sand      | Alberto Berasategui    | Filip Dewulf Tom Vanhoudt          |
| 16.08. | Bronx      | Bronx Challenger      | $ 050.000 | Hartplatz | Jean-Philippe Fleurian | Johan de Beer Kevin Ullyett        |
| 16.08. | Genf       | Geneva Challenger     | $ 050.000 | Sand      | Gabriel Markus         | Jan Apell Nicklas Utgren           |

### September
| Datum1 | Ort       | Turnier                 | Preisgeld | Belag2    | Sieger Einzel          | Sieger Doppel                            |
| ------ | --------- | ----------------------- | --------- | --------- | ---------------------- | ---------------------------------------- |
| 06.09. | Azoren    | Azores Challenger       | $ 100.000 | Hartplatz | Rodolphe Gilbert       | Bryan Shelton Roger Smith                |
| 06.09. | Venedig   | Venice Challenger       | $ 100.000 | Sand      | Tomás Carbonell        | Horacio de la Peña Juan Gisbert Schultze |
| 06.09. | São Paulo | São Paulo Challenger II | $ 025.000 | Sand      | Fernando Meligeni      | Danilo Marcelino Fernando Meligeni       |
| 13.09. | Budapest  | Budapest Challenger     | $ 050.000 | Sand      | Jean-Philippe Fleurian | Filip Dewulf Tom Vanhoudt                |
| 13.09. | Natal     | Natal Challenger        | $ 025.000 | Sand      | Jaime Oncins           | Stephen Noteboom Jack Waite              |
| 20.09. | Porto     | Oporto Challenger II    | $ 100.000 | Sand      | Franco Davín           | Johan de Beer Brent Haygarth             |
| 20.09. | Caracas   | Caracas Challenger I    | $ 075.000 | Hartplatz | Danilo Marcelino       | Richard Matuszewski John Sullivan        |
| 20.09. | Bogotá    | Bogotá Challenger       | $ 050.000 | Sand      | Mauricio Hadad         | Mauricio Hadad Miguel Tobón              |
| 20.09. | Fairfield | Fairfield Challenger    | $ 050.000 | Hartplatz | Steve DeVries          | Alex O’Brien Jared Palmer                |
| 20.09. | Singapur  | Singapore Challenger    | $ 050.000 | Hartplatz | Christo van Rensburg   | Jeremy Bates Christo van Rensburg        |
| 20.09. | Prag      | Prague Challenger       | $ 025.000 | Sand      | Gilbert Schaller       | David Rikl Pavel Vízner                  |
| 27.09. | Cali      | Cali Challenger         | $ 050.000 | Sand      | Mauricio Hadad         | Tom Kempers Jack Waite                   |

### Oktober
| Datum1 | Ort               | Turnier                      | Preisgeld | Belag2        | Sieger Einzel          | Sieger Doppel                    |
| ------ | ----------------- | ---------------------------- | --------- | ------------- | ---------------------- | -------------------------------- |
| 04.10. | Monterrey         | Monterrey Challenger         | $ 100.000 | Hartplatz     | Lars Jonsson           | Lan Bale Kevin Ullyett           |
| 04.10. | Dublin            | Dublin Challenger            | $ 050.000 | Hartplatz (i) | Paolo Canè             | Mårten Renström Mikael Tillström |
| 04.10. | Calgary           | Calgary Challenger           | $ 025.000 | Hartplatz (i) | Sébastien Lareau       | Sébastien Lareau Daniel Nestor   |
| 04.10. | Cotia             | Cotia Challenger             | $ 025.000 | Hartplatz     | José Luis Noriega      | Otavio Della Marcelo Saliola     |
| 11.10. | Ponte Vedra Beach | Ponte Vedra Beach Challenger | $ 050.000 | Hartplatz     | Jean-Philippe Fleurian | Sébastien Lareau Daniel Nestor   |
| 11.10. | Recife            | Recife Challenger            | $ 050.000 | Sand          | Mark Petchey           | João Cunha e Silva Jack Waite    |
| 18.10. | Caracas           | Caracas Challenger II        | $ 075.000 | Hartplatz     | Mauricio Hadad         | Maurice Ruah Laurence Tieleman   |
| 18.10. | Göteborg          | Gothenburg Challenger        | $ 050.000 | Teppich (i)   | Jeremy Bates           | Jeremy Bates Chris Wilkinson     |
| 18.10. | Réunion           | Réunion Challenger           | $ 050.000 | Hartplatz     | Ronald Agénor          | Jonathan Canter Jeff Tarango     |
| 18.10. | Curitiba          | Curitiba Challenger          | $ 025.000 | Sand          | Gilbert Schaller       | João Cunha e Silva Jack Waite    |
| 25.10. | Brest             | Brest Challenger             | $ 100.000 | Teppich (i)   | Jonathan Stark         | Ellis Ferreira Grant Stafford    |
| 25.10. | München           | Munich Challenger            | $ 050.000 | Teppich (i)   | Martin Damm            | Sander Groen Arne Thoms          |

### November
| Datum1 | Ort             | Turnier                    | Preisgeld | Belag2      | Sieger Einzel      | Sieger Doppel                    |
| ------ | --------------- | -------------------------- | --------- | ----------- | ------------------ | -------------------------------- |
| 01.11. | Aachen          | Lambertz Open by STAWAG    | $ 050.000 | Teppich (i) | Jonas Björkman     | Jan Apell Jonas Björkman         |
| 15.11. | São Luís        | São Luís Challenger        | $ 050.000 | Hartplatz   | David Rikl         | Otavio Della Marcelo Saliola     |
| 22.11. | Jakarta         | Jakarta Challenger         | $ 050.000 | Hartplatz   | Sébastien Lareau   | Lan Bale David Nainkin           |
| 22.11. | Rogaška Slatina | Rogaška Challenger         | $ 025.000 | Teppich (i) | Jewgeni Kafelnikow | Gilad Bloom Fernon Wibier        |
| 29.11. | Andorra         | Andorra Challenger         | $ 025.000 | Teppich (i) | Jörn Renzenbrink   | Jewgeni Kafelnikow Fernon Wibier |
| 29.11. | Naples          | Naples Challenger          | $ 050.000 | Sand        | Karsten Braasch    | Francisco Montana Jim Pugh       |
| 29.11. | Kuala Lumpur    | Kuala Lumpur Challenger II | $ 025.000 | Hartplatz   | Alexander Mronz    | Sébastien Lareau Daniel Nestor   |
| 29.11. | Perth           | Perth Challenger           | $ 025.000 | Rasen       | David Adams        | Paul Kilderry Brent Larkham      |

### Dezember
| Datum1 | Ort        | Turnier               | Preisgeld | Belag2      | Sieger Einzel   | Sieger Doppel               |
| ------ | ---------- | --------------------- | --------- | ----------- | --------------- | --------------------------- |
| 06.12. | Bermuda    | XL Bermuda Open       | $ 100.000 | Sand        | Mikael Pernfors | Mark Knowles Jared Palmer   |
| 06.12. | Adelaide   | Adelaide Challenger   | $ 025.000 | Rasen       | Mark Petchey    | Joshua Eagle Andrew Florent |
| 06.12. | Hongkong   | Hongkong Challenger   | $ 025.000 | Hartplatz   | David Engel     | Tommy Ho Shūzō Matsuoka     |
| 13.12. | Launceston | Launceston Challenger | $ 025.000 | Teppich (i) | Brent Larkham   | Joshua Eagle Andrew Florent |

- 1 Turnierbeginn (ohne Qualifikation)
- 2 Das Kürzel „(i)“ (= indoor) bedeutet, dass das betreffende Turnier in einer Halle ausgetragen wurde.